# إريك أتكينسون
اريك أتكينسون (6 نوفمبر 1927 - 29 مايو 1998)  (بالإنجليزية: Eric Atkinson)‏ هو لاعب كريكت باربادوسي. شارك مع منتخب الهند الغربية للكريكت.

## وصلات خارجية
- اريك أتكينسون على موقع إي آس بي آن كريك إنفو (الإنجليزية)